# Efez
Efez (/ ɛfəsəs /; grško Ἔφεσος Efezi, turško: Efes, iz hetitščine Apasa) je bilo staro grško mesto na obali Jonije, tri kilometre jugozahodno od današnjega Seldžuka v provinci Izmir, Turčija. Zgrajeno je bilo v 10. stoletju pred našim štetjem na mestu nekdanje arzavske prestolnice. Zgradili so ga atiški in jonski grški kolonisti. Med klasično grško dobo je bilo eno od dvanajstih mest Jonske lige. Mesto je cvetelo, ko je leta 129 pr. n. št. postalo del Rimske republike.
Mesto je bilo znano po bližnjem Artemidinem templju (končan okoli 550 pr. n. št.), enem od sedmih čudes antičnega sveta.  Med številnimi drugimi veličastnimi stavbami sta najlepši Celzova knjižnica in gledališče za 25.000 gledalcev. 
Efez je bil ena od sedmih cerkva v Aziji, navedenih v knjigi Razodetja . Tukaj je bil napisan evangelij po Janezu. Mesto je bilo prizorišče več krščanskih koncilov iz 5. stoletja (glej Svet v Efezu).
Mesto so leta 263 uničili Goti. Čeprav je bilo obnovljeno, se je njegov pomen trgovskega središča zmanjšal, pristanišče je počasi zasipala reka Mali Meander (Küçükmenderes). Delno ga je uničil potres leta 614.
Ruševine Efeza so priljubljena mednarodna in lokalna turistična točka, delno zaradi enostavnega dostopa z letališča Adnan Menderes ali iz pristanišča Kuşadası za križarjenja, približno 30 km proti jugu.

## Zgodovina

### Neolitik
Območje okoli Efeza je bilo naseljeno že v neolitski dobi (približno 6000 pr. n. št.), kar je bilo razkrito z izkopavanji v bližnjem höyüku (umetne gomile, znane kot tell) Arvaly in Cukurici. 

### Bronasta doba
Izkopavanja v zadnjih letih so odkrila naselja iz zgodnje bronaste dobe na hribu Ayasuluk. Po podatkih iz hetitskih virov je bila glavna prestolnica Kraljevine Arzava (druga neodvisna država v zahodni in južni Anatoliji/Mali Aziji) Apasa (ali Abasa). Nekateri strokovnjaki menijo, da je to poznejši grški Efez. Leta 1954 so odkrili pokopališče iz mikenskega obdobja (1500–1400 pr. n. št.) s keramično posodo v bližini ruševin bazilike svetega Janeza.  To je obdobje mikenskega prodiranja, ko so se Ahajci (kot jih je imenoval Homer) v 14. in 13. stoletju pred našim štetjem naselili v Mali Aziji. Znanstveniki verjamejo, da je bil Efez ustanovljen v naselju Apasa (ali Abasa), mesto iz bronaste dobe, ki se je v 14. stoletju pred našim štetjem pojavilo v hetitskih virih pod vladavino Ahijavov, najverjetneje  Ahajcev, kot so omenjeni v hetitskih virih.

### Obdobje selitev Grkov
Efez je bil ustanovljen kot atiško-jonska kolonija v 10. stoletju pred našim štetjem na hribu (zdaj Ayasuluk), tri kilometre od središča starodavnega Efeza (kot potrjujejo izkopi na gradu Seldžuk v devetdesetih). Mitski ustanovitelj mesta je bil atenski kralj  Androklos, ki je moral po smrti svojega očeta kralja Kodrosa zapustiti svojo državo. Po legendi je ustanovil Efez na kraju, kjer je delfski orakelj postal resničnost ("Riba in merjasec vam bosta pokazala pot"). Androklos je odpeljal večino avtohtonih Karijcev in Lelegov, prebivalcev mesta, in združil svoje ljudi z drugimi. Bil je uspešen bojevnik in kot kralj se je lahko pridružil dvanajstim mestom Jonije skupaj v Jonsko ligo. Med njegovim vladanjem je mesto začelo napredovati. Umrl je v boju proti Karijcem, ko je prišla pomoč iz Priene, drugega mesta Jonske lige.  Androklos in njegov pes sta upodobljena na Hadrijanovem tempeljskem frizu iz 2. stoletja. Kasneje so grški zgodovinarji, kot so Pavzanias, Strabon, Herodot in pesnik Kalinos preimenovali mitološko osnovo mesta v Efos, ki je bila kraljica Amazonk.
Grška boginja Artemida in velika anatolska boginja Kibela sta bili prepoznani kot Artemida iz Efeza. Gospa iz Efeza – boginja z več dojkami, prepoznana kot Artemida, je bila darovana Artemidinemu templju, enemu od sedmih čudes sveta in največji zgradbi starodavnega sveta po mnenju Pavzaniasa (4.31.8). Omenja, da je tempelj zgradil Efez, sin rečnega boga Kaistra,  pred prihodom Joncev. O tej strukturi ostaja sled.

### Arhaično obdobje
Približno 650 let pr. n. št. so Efez napadli Kimerijci, ki so razrušili mesto, tudi Artemidin tempelj. Ko so bili Kimerijci izgnani, so mestu vladali tirani. Po uporu ljudstva je Efezu vladal svet. Mesto je bilo ponovno uspešno pod novim vodstvom številnih pomembnih zgodovinskih oseb, kot so pesnik elegij Kalinos  in jambski pesnik Hiponaks, filozof Heraklit, veliki slikar Parazij, kasneje slovničar Zenodot in zdravnika Soranos in Ruf.
Približno 560 pr. n. št. so Efez osvojili Lidijci pod vodstvom kralja Kreza, ki je, čeprav strog vladar, s spoštovanjem ravnal z ljudmi in celo postal glavni financer rekonstrukcije Artemidinega templja.  Njegov podpis je bil najden na bazi enega od stebrov templja (zdaj na ogled v Britanskem muzeju). Prebivalstvo različnih naselij okoli Efeza je prerazporedil (sinojkizem) v bližino Artemidinega templja zaradi širitve mesta.
Kasneje v istem stoletju, ko je še vladal Krez, so Lidijci napadli Perzijo. Jonci so zavrnili miroljubno ponudbo Kira Velikega, da bi ostali z Lidijci. Ko so Perzijci premagali Kreza, so Jonci ponujali mir, vendar je Kir vztrajal, da se predajo in postanejo del imperija.  Porazil jih je perzijski poveljnik vojske Harpag leta 547 pred našim štetjem. Perzijci so nato v Ahemenidsko cesarstvo vključili grška mesta Male Azije. V teh mestih so nato vladali satrapi.
Efez je zanimal arheologe, ker za arhaično obdobje ni določena lokacija naselja. So pa številna območja, ki nakazujejo gibanje poselitve med bronasto dobo in rimskim obdobjem, vendar zasipavanje naravnih pristanišč in tok reke Mali Meander dokazujeta, da lokacija ni ostala ista.

### Klasično obdobje
Efez je še naprej uspeval, toda ko so se dvignili davki pod Kambizom II. in Darejem I., so se Efežani pridružili jonskemu uporu proti perzijskemu vladanju v bitki za Efez (498 pr. n. št.), ki je spodbudil vojne v grško-perzijskem obdobju. Leta 479 pr. n. št. je Joncem skupaj z Atenami uspelo nagnati Perzijce z obale Male Azije. Leta 478 pr. n. št. so se jonska mesta z Atenami združila v  Delsko-atiško zvezo proti Perzijcem. Efez ni prispeval z ladjami, ampak je dal finančno podporo.
Med peloponeško vojno je bil Efez najprej povezan z Atenami, vendar se je pozneje, ko se je imenovala dekelejska ali jonska vojna, pridružil Šparti, ki so jo podpirali tudi Perzijci. Vladanje nad mesti Jonije je spet prevzela Perzija.
Te vojne v Efezu niso močno vplivale na vsakdanje življenje. Efežani so bili presenetljivo sodobni v svojih družbenih odnosih: omogočili so tujcem, da se vključijo, cenjeno je bilo izobraževanje. V poznejših obdobjih je Plinij starejši omenil, da je v Efezu videl predstavo boginje Diane, delo Timarate, slikarjeve hčerke.
Leta 356 pr. n. št. je Artemidin tempelj po legendi požgal blaznež Herostrat. Prebivalci Efeza so tempelj takoj obnovili in celo načrtovali večjega in mogočnejšega od prvotnega.

### Helenistično obdobje
Ko je Aleksander Veliki v bitki pri Graniku leta 334 pr. n. št. premagal perzijske sile, so bila osvobojena grška mesta v Mali Aziji. Properzijski tiran Sirpaks in njegova družina so bili kamenjani do smrti. Aleksandra so toplo pozdravili, ko je zmagoslavno prišel v Efez. Ko je Aleksander videl, da Artemidin tempelj še ni končan, je predlagal, da bi ga financiral, na sprednji strani pa bi napisali njegovo ime. Toda prebivalci Efeza so bili zadržani in se zahvalili z izgovorom, da ni primerno, da en bog gradi tempelj drugemu. Po Aleksandrovi smrti leta 323 pr. n. št. je bil Efez leta 290 pr. n. št. pod nadzorom Aleksandrovega generala Lizimaha.
Ker je reka Kaistros (grško Κάϋστρος) ali Mali Meander zasula staro pristanišče, je nastalo močvirje povzročilo malarijo in številne smrtne žrtve med prebivalci. Lizimah je prisilil ljudi, da so se premaknili s starodavne posesti okrog templja na sedanje mesto, oddaljeno dva kilometra, ko je kralj poplavil staro mesto tako, da je blokiral kanalizacijo.  Novo naselje je bilo uradno imenovano Arsinoa (starogrško Ἀρσινόεια  ali Ἀρσινοΐα ) po kraljevi drugi ženi Arsinoi II. iz Egipta. Ko je Lizimah uničil bližnji mesti Lebed in Kolofon leta 292 pr. n. št., je svoje prebivalce preselil v novo mesto.
Efez se je uprl po zahrbtni smrti Agatokla (Lizimahovega sina), s helenističnim kraljem Sirije in Mezopotamije Selevkom I. Nikatorjem pa dobil priložnost, da odstrani in ubije Lizimaha, svojega zadnjega tekmeca, v bitki pri Korupediji leta 281 pr. n. št. Po smrti Lizimaha se je mesto spet imenovalo Efez.
Tako je Efez postal del selevkidskega cesarstva. Po umoru kralja Antioha II. Teosa in njegove egipčanske žene je faraon Ptolemaj VIII. Everget prevzel cesarstvo in egiptovska flota je preplavila obalo Male Azije. Efez je bil pod egipčansko vladavino med 263 in 197 pr. n. št.
Selevkidski kralj Antioh III. Veliki je poskušal vrniti grška mesta Male Azije in ponovno osvojiti Efez leta 196 pr. n. št., a se je sprl z Rimom. Po vrsti bitk ga je premagal Scipion Aziatik v bitki pri Magneziji leta 190 pr. n. št. Kot posledica poznejšega sporazuma iz Apameje je Efez prišel pod oblast Eumena II., atalidskega kralja iz Pergamona (vladal 197–159 pr. n. št.). Ko je njegov vnuk Atal III. Filometor umrl leta 133 pr. n. št. brez moških potomcev, je svoje kraljestvo zapustil Rimski republiki pod pogojem, da mesto Pergamon ostane svobodno in samostojno.

### Rimsko obdobje
Efez kot del kraljevine Pergamon je postal sestavni del Rimske republike leta 129 pr. n. št., ko je Evmen III. zatrl upor.
Mesto je takoj občutilo rimski vpliv. Davki so se precej povečali, sistematično so plenili zaklade mesta. Zato je leta 88 pr. n. št. Efez pozdravil Arhelaja, generala Mitridata Velikega, pontskega kralja, ko je osvojil Azijo (rimsko ime za zahodno Malo Azijo). Mitridat  je iz Efeza naročil, naj ubijejo vsakega rimskega državljana v pokrajini, kar je povzročilo  azijske večernice, pokol 80.000 rimskih državljanov v Aziji ali vseh, ki so govorili latinsko. Mnogi so živeli v Efezu, uničeni so bili kipi in spomeniki rimskih državljanov v Efezu. Toda ko so videli, kako Zenobij, Mitridatov general, obravnava ljudi v Iosu, so zavrnili vstop njegovi vojski. Zenobij je bil povabljen v mesto, da bi obiskal Filopojmena, očeta Monime, najljubše Mitridatove žene, in nadzornika Efeza. Ker ljudje od njega niso pričakovali nič dobrega, so ga vrgli v zapor in ga umorili. Mitridat se je maščeval z groznimi kaznimi, vendar so bila grška mesta osvobojena in so dobila več pravic. Efez je za kratek čas postal samoupraven. Ko je rimski konzul Lucij Kornelij Sula premagal Mitridata v prvi mitridatski vojni, je Efez ponovno prešel pod rimsko oblast leta 86. pr. n. št. Sula je uvedel ogromno odškodnino skupaj s petletnim davkom, ki je dolgoročno težko obremenil azijska mesta. 
Kralj Ptolemaj XII. Avlet iz Egipta, ki se je upokojil v Efezu leta 57 pr. n. št., je svoj čas preživljal v Artemidinem templju, ko mu ni uspelo obnoviti prestola iz rimskega senata.
Mark Antonij je prišel v Efez, ko je bil prokonzul  in 33. pr. n. št. s Kleopatro, ko je zbral floto 800 ladij pred bitko pri Akciju z Oktavijanom.
Ko je Oktavijan postal cesar 27. pr. n. št., je bila najpomembnejša sprememba, ko je namesto Pergamona naredil Efez za glavno mesto prokonzularne Azije (ki je pokrivalo zahodno Malo Azijo). Za Efez se je začela doba blaginje, tako da je postal sedež guvernerja in večje trgovsko središče. Po mnenju Strabona je bil drugi po pomembnosti in velikosti, za Rimom.
Mesto in tempelj so uničili Goti leta 263 n. št. To je zaznamovalo upad veličine mesta. Vendar je cesar Konstantin I. Veliki znova zgradil večino mesta in postavil nove javne kopeli.

#### Rimsko prebivalstvo
Do nedavnega so ocenjevali, da je bilo v rimskih časih v Efezu do 225.000 ljudi. Novejše študije to ocenjujejo kot nerealno. Taka ocena bi zahtevala gostoto prebivalcev sodobnega časa ali obsežno naselje zunaj mestnega obzidja. To bi bilo nemogoče v Efezu zaradi goratega območja, obale in kamnolomov, ki so obkrožali mesto.
Ocenjeno je, da je Lizimahovo obzidje obsegalo 415 hektarov. Vse to območje ni bilo naseljeno zaradi javnih zgradb in prostorov v središču ter strmega pobočja gore Bülbül Dağı, ki je obkrožala obzidje. Jerome Murphy-O'Connor navaja 345 hektarjev za naseljena zemljišča. S povprečno gostoto od 400 do 500 na hektar je izračunal, da bi imel Efez med 138.000 in 172.500 prebivalcev, morda več. J. W. Hanson ocenjuje, da je bil naseljen prostor manjši, okoli 224 ha. Trdi, da je gostota 150 ali 250 ljudi na hektar realnejša, kar daje razpon od 33.600 do 56.000 prebivalcev. Tudi s temi precej nižjimi ocenami prebivalstva je bil Efez eno največjih mest rimske Male Azije za Sardami in Aleksandrijo Troado.

### Bizantinsko obdobje
Efez je bilo v 5. in 6. stoletju najpomembnejše mesto bizantinskega cesarstva v Aziji za Konstantinoplom. Cesar Flavij Arkadij je dvignil raven ulice med gledališčem in pristaniščem. Bazilika svetega Janeza je bila zgrajena med vladavino cesarja Justinijana I. v 6. stoletju.
Mesto je delno uničil potres leta 614.
Pomen mesta kot trgovinskega središča se je zmanjšal, saj je pristanišče počasi zasipavala reka (danes Küçük Menderes) kljub ponavljajočim se izkopavanjem v zgodovini mesta (danes je pristanišče 5 km v notranjost). Zaradi izgube pristanišča je Efez izgubil dostop do Egejskega morja, kar je bilo pomembno za trgovino. Ljudje so za začeli zapuščati območje mesta in odhajati v okoliške hribe. Razvaline templjev so bile uporabljene kot gradbeni material za nove domove. Marmorne skulpture so zmleli v prah, da bi dobili apno za omet.
Napadi Arabcev, prvič leta 654 in 655, pod vodstvom kalifa Muavija I. in kasneje leta 700 in 716, so pospešili nadaljnji propad.
Ko so Turški Seldžuki osvojili Efez leta 1090 , je bila to majhna vas. Bizantinci so leta 1097 ponovno prevzeli nadzor in spremenili ime mesta v Hagios Theologos. Nadzirali so regijo do leta 1308. Križarji, ki so prišli mimo, so bili presenečeni, da je bila le majhna vasica, imenovana Ayasalouk, pričakovali pa so živahno mesto z velikim pristaniščem. Lokalno prebivalstvo je celo pozabilo na Artemidin tempelj. Križarji druge križarske vojne so se decembra 114 borili proti Seldžukom zunaj mesta.

### Osmansko obdobje
Mesto se je 24. oktobra 1304 predalo Sasi Beyu, turškemu vojaku kneževine Menteşoğulları. Toda v nasprotju s pogoji predaje so Turki oplenili cerkev svetega Janeza in odselili večino lokalnega prebivalstva v Tireo na Peloponez, ko je bil upor videti verjeten. Med temi dogodki so bili mnogi preostali prebivalci pobiti. 
Kmalu zatem je bil Efez premeščen v Ajdinidsko kneževino, v kateri je bila v pristanišču Ayasuluğ (današnji Seldžuk, poleg Efeza) postavljena močna mornarica. Ayasoluk je postal pomembno pristanišče, iz katerega je mornarica organizirala vdore v okoliške regije.
Mesto je v 14. stoletju spoznalo kratek čas blaginje pod novimi seldžuškimi vladarji. Dodali so pomembna arhitekturna dela, kot so mošeja İsa Bey, karavanseraj in turška kopališča (hamam).
Efežani so bili prvič leta 1390 vključeni v Osmansko cesarstvo. Srednjeazijski poveljnik Timur Lenk je leta 1402 v Anatoliji premagal Osmane in osmanski sultan Bajazid I. je umrl v ujetništvu. Regija je bila obnovljena kot anatolski bejliks (upravna enota). Po obdobju nemirov je bila regija leta 1425 ponovno vključena v Osmansko cesarstvo.
Efez je bil v 15. stoletju popolnoma zapuščen. Bližnji Ayasuluğ je bil leta 1914 preimenovan v Seldžuk.

## Efez in krščanstvo
Efez je bil pomembno središče za zgodnje krščanstvo od petdesetih let dalje. Od leta 52 do 54 je apostol Pavel živel v Efezu, delal s skupnostjo in očitno pripravljal misijonske dejavnosti v zaledju.  Sprva je po Apostolskih delih Pavel vstopil v judovsko sinagogo v Efezu, vendar je po treh mesecih postal razočaran nad trdovratnostjo ali trdoto srca nekaterih Judov in preselil svojo bazo v Tiranovo šolo (Dela 19 : 9). Jamieson-Fausset-Brown v Bible Commentary spominja bralce, da nevera v "nekaj" (grško τινες) pomeni, da "verjamejo drugi, verjetno veliko število"  in zato mora obstajati skupnost judovskih kristjanov v Efezu. Pavel je približno dvanajstim moškim predstavil "krst s svetim Duhom", ki je že prej doživel krst Janeza Krstnika (Dela 19: 1-7), kasneje pa se je spoprijel v sporu z nekaterimi obrtniki, katerih preživljanje je bilo odvisno od prodaje kipcev Artemide (latinsko Diana) v Artemidinem templju (Dela 19: 23-41). Med 53. in 57. letom je Pavel napisal prvo pismo Korintčanom iz Efeza (morda iz Pavlovega stolpa blizu pristanišča, kjer je bil nekaj časa zaprt). Kasneje je Pavel napisal poslanico Efežanom, medtem ko je bil v zaporu v Rimu (okoli 62. leta).
Rimska Azija je bila povezana z Janezom , enem glavnih apostolov; Janezov evangelij je bil mogoče napisan v letih 90-100 . Efez je bil eden od sedmih mest, obravnavanih v knjigi Razodetja, kar kaže, da je bila cerkev v Efezu močna.
Dve desetletji kasneje je bila cerkev v Efezu še vedno dovolj pomembna, da bi jo lahko povezali s pismom, ki ga je v zgodnjem 2. stoletju napisal škof Ignacij Antiohijski, ki se začne: "Ignacij, ki se imenuje tudi Teofor, cerkve v Efezu v Aziji, upravičeno najsrečnejši, saj ga je z vso svojo veličino in popolnostjo blagoslovil Bog Oče in je bil vnaprej določen  za trajno in nespremenljivo slavo" (Pismo Efežanom). Cerkev v Efezu je podprla Ignacija, a je bil odpeljan v Rim, kjer so ga usmrtili.
Legenda, ki jo je v 4. stoletju prvič omenjal Epifanij Salaminski, pripoveduje, da je Marija zadnja leta preživela v Efezu. Efežani so izhajali iz razprave o prisotnosti Janeza v mestu in Jezusovih navodilih Janezu, naj skrbi za Marijo po njegovi smrti. Epifanij pa je želel poudariti, da  svetopisemska knjiga pravi, da je Janez odšel v Azijo, ni pa jasno, ali je Marija šla z njim. Kasneje je izjavil, da je bila pokopana v Jeruzalemu.  Od 19. stoletja pa je bila hiša Device Marije približno 7 km od Seldžuka zadnji Marijin dom, dom Jezusove matere v rimskokatoliški tradiciji, zasnovana na vizijah sestre Ane Katarine Emmerich. To je priljubljeno mesto katoliškega romanja, ki so ga obiskali trije nedavni papeži.
Marijina cerkev blizu pristanišča v Efezu je bila postavljena za ekumenski svet leta 431, kar je povzročilo obsodbo Nestorja. Drugi koncil v Efezu je bil leta 449, vendar njegovih spornih aktov katoliki niso nikoli odobrili. Nasprotniki so ga imenovali razbojniški svet ali sinoda (latrocinium).

## Glavna najdišča
Efez je eno največjih rimskih arheoloških najdišč v vzhodnem Sredozemlju. Vidne ruševine še vedno vzbujajo vtis o prvotnem razkošju mesta, imena, povezana z ruševinami, kažejo nekdanje življenje. Gledališče obvladuje pogled na Pristaniško ulico, ki vodi do utrjenega pristanišča.
Artemidin tempelj, eno od sedmih čudes antičnega sveta, je bil 130,45 krat 72,85 metrov velik, imel je več kot 100 marmornih stebrov, vsak je bil visok 17 m. Zaradi templja je mesto dobilo ime  "služabnik boginje".  Plinij je zapisal, da so veličastno zgradbo gradili 120 let, zdaj jo predstavlja le en neopazen steber, ki je bil odkrit med arheološkim izkopavanjem britanskega muzeja v 1870-ih letih. Nekateri fragmenti friza (ki niso zadostni za predstavitev oblike izvirnika) in druge majhne najdbe so bile odstranjene, nekatere so v Londonu, nekateri v Arheološkem muzeju v Carigradu.
Celzova knjižnica, katere pročelje je bilo skrbno rekonstruirano iz izvirnih kosov, je bila prvotno zgrajena okoli 125 n. št. v spomin na Tiberija Julija Celz Polemajana, starega Grka , ki je bil guverner Rimske Azije (105-107) v rimskem imperiju. Celz je sam plačal gradnjo knjižnice  in je pokopan v sarkofagu pod njim. Knjižnico je večinoma gradil njegov sin Gaj Julij Akvila  in je nekoč vsebovala skoraj 12.000 zvitkov. Oblikovana je z veličastnim vhodom, tako da se poveča njena zaznavna velikost, kot mislijo številni zgodovinarji, obrnjena je  na vzhod, tako da so čitalnice lahko najbolje izkoristile jutranjo svetlobo.
Ocenjuje se, da je gledališče največje v starodavnem svetu s približno 25.000 sedeži. Gledališče na prostem je bilo prvotno namenjeno za uprizarjanje gledaliških iger, toda v kasnejšem rimskem obdobju so se na odru odvijale gladiatorske igre; prvi arheološki dokaz gladiatorskega pokopališča je bil najden maja 2007. 
Obstajali sta dve agori, ena za trgovino in ena za državno poslovanje. 
Efez je imel tudi več večjih kopališč, zgrajenih v različnih obdobjih, medtem ko je bilo mesto pod rimsko vladavino.
Mesto je imelo enega najnaprednejših vodovodnih sistemov v starodavnem svetu z vsaj šestimi akvadukti različnih velikosti, ki so oskrbovali različna območja v mestu. Gnali so številne vodne mline, od katerih je eden prepoznan kot žaga za marmor. 
Odeon je bilo majhno pokrito gledališče , ki sta ga zgradila Vedij Antonij in njegova žena okoli  leta 150. Namenjen je bil predstavam in koncertom za okoli 1500 ljudi. V gledališču je bilo 22 stopnic. Zgornji del gledališča je bil okrašen z rdečimi granitnimi stebri v korintskem slogu. Vhodi so bili na obeh straneh prizorišča in dosegljivi z nekaj koraki. 
Hadrijanov tempelj je iz 2. stoletja, vendar je bil popravljen v 4. stoletju in bil obnovljen iz ohranjenih arhitekturnih fragmentov. Reliefi v zgornjih delih so odlitki, izvirniki so zdaj razstavljeni v Arheološkem muzeju v Efezu. Na reliefih so upodobljeni številni liki, med njimi cesar Teodozij I. z ženo in najstarejšim sinom. Tempelj je bil upodobljen na hrbtni strani turškega bankovca za 20 milijonov lir v obdobju 2001–2005 in bankovcu za 20 novih lir 2005–2009.
Tempelj Sebastoi (včasih imenovan tudi Domicijanov tempelj), ki je bil posvečen flavijski dinastiji, je bil eden največjih templjev v mestu. Postavljen je bil na psevdodipteralnem tlorisu z 8 × 13 stebri. Tempelj in njegov kip sta redka ostanka, povezana z Domicijanom.
Grobnica/Poliova fontana je bila postavljena leta 97 v čast C. Sekstilija Polia, ki je konstruiral Marnasov akvadukt, grobnico pa je naredil Ofilij Prokul. Ima konkavno fasado.
Del bazilike svetega Janeza je bil zgrajen v 6. stoletju, ko je vladal cesar Justinijan I., nad domnevnim mestom apostolske grobnice. Zdaj ga obdaja Seldžuk.

## Sedem spečih
Verjamejo, da je Efez mesto Sedem spečih. Zgodba o Sedmih spečih, ki jih katoličani in pravoslavni kristjani štejejo za svetnike, njihova zgodba je omenjena tudi v Koranu , govori, da so bili preganjani zaradi monoteističnega prepričanja v Boga in da so stoletja spali v jami blizu Efeza. 

## Arheologija
Zgodovina arheoloških raziskav v Efezu se je začela leta 1863, ko je britanski arhitekt John Turtle Wood, ki ga je sponzoriral Britanski muzej, začel iskati Artemidin tempelj. Leta 1869 je odkril tlak templja, vendar pa še niso pričakovali odkritij. Izkopavanja so se ustavila leta 1874. Leta 1895 je nemški arheolog Otto Benndorf, ki ga je financiral s 10.000 guldni Avstrijec Karl Mautner Ritter von Markhof, nadaljeval izkopavanja. Leta 1898 je Benndorf ustanovil Avstrijski arheološki inštitut, ki ima danes vodilno vlogo v Efezu.
Najdbe so predvsem v Efeškem muzeju na Dunaju, Efeškem arheološkem muzeju v Seldžuku in Britanskem muzeju.

## Pomembne osebe
- Heraklit (535–475 pr. n. št.), predsokratik, filozof [62]
- Hiponaks (6. stoletje pr. n. št.), pesnik
- Zevksis (5. stoletje pr. n. št.), slikar
- Parazij (5. stoletje pr. n. št.), slikar
- Zenodot (280 let pr. n. št.), slovnični in literarni kritik, prvi knjižničar Aleksandrijske knjižnice
- Agatias (2. stol. pr. n. št.), grški kipar
- Menander iz Efeza (zgodnje 2. stol. pr. n. št.), zgodovinar
- Artemidor Efeški (približno 100 pr. n. št.), geograf
- Tiberij Julij Celz Polemajan (približno 45–pred približno 120), ustanovitelj knjižnice
- Ruf (1. stoletje), zdravnik
- Soran iz Efeza (1.–2. stoletje), zdravnik
- Artemidor (2. stoletje), vedeževalec in pisec
- Ksenofont (2.–3. stoletje), romanopisec
- Maks (4. stoletje), neoplatonski filozof
- Mannil Fil (1275–1345), bizantinski pesnik